# Cereté
Cereté es un municipio colombiano ubicado en el departamento de Córdoba. Es conocido como La capital del Oro Blanco dada su alta productividad de algodón, es un centro de desarrollo agroindustrial del medio Sinú, está bañado por el Río Sinú en su zona rural y por el Caño Bugre en la cabecera municipal, arteria fluvial de gran importancia para su desarrollo económico en el siglo XX. Hace parte no unificada del Área Metropolitana de Montería, siendo el segundo municipio más poblado solo después del núcleo Montería. La ciudad se conoce por su tradicional gastronomía, es famosa por sus deliciosos y tradicionales Kibbes, dada la influencia de la cultura sirio-libanesa. 

## Toponimia
Sobre el origen del nombre de Cereté existen varias versiones, pero la más acertada hace referencia a la existencia del Cacique T. Cuenta una tradición oral que, al llegar los españoles le preguntaron cómo se llamaba aquel lugar, como este no sabía español, él entendió que le preguntaban por su nombre a lo cual respondió "seré T"; fue así como comenzaron a llamar a aquella región Cereté. No se sabe con certeza cómo se transliteró seré T en Cereté.
Otra versión más exacta sobre el origen del nombre de Cereté viene del Cacique T que era un personaje gran estratega militar que salía a combatir y dominaba a las tribus vecinas y cuando regresaba victorioso el pueblo lo aclamaba y él con los brazos en alto decía:  Yo siempre seré T, luego con el tiempo Seré T, se cambió por Cereté por cuestiones de ortografía.

## Características Generales
El Municipio de Cereté se ubica en la cuenca hidrográfica del Río Sinú, en la zona denominada Medio Sinú, por su ubicación se constituye como epicentro de intercomunicaciones y centro de interconexión vial de la Troncal de Occidente a escasos 18 kilómetros de la capital del Departamento de Córdoba, la ciudad de Montería, y en la misma vía a 9 kilómetros se encuentra el aeropuerto ‘’Los Garzones’’.
Límites del municipio: Limita por el norte con el Municipio de San Pelayo, por el este con el Municipio de Ciénaga de Oro, por el oeste con el Municipio de Montería y por el sur con los Municipios de San Carlos y Montería. 
El centro geográfico del Municipio corresponde a la coordenada 75°42′ longitud oeste y 8°50′ latitud norte, con respecto al meridiano de Greenwich.

## División Político-Administrativa
Además de su Cabecera municipal. Cereté tiene bajo su jurisdicción los centros poblados:
- Buenavista del Retiro
- Buenavista El Quemado
- Carolina
- Cuero Curtido
- El Carmen
- El Chorrillo
- El Líbano
- El Quemado
- La Esmeralda
- Manguelito
- Martínez
- Mateo Gómez
- Rabolargo
- Retiro de Los Indios
- Rusia
- San Antonio
- Severá
- Zapal
- Zarzalito

## Historia
Fue fundado el 21 de abril de 1721 por un grupo de jesuitas. Se erigió en municipio en 1923. Su situación geográfica, en la ribera del río Sinú, favoreció su crecimiento como lugar de intercambio comercial.
El primer grupo de pobladores sobrevivió en sitios que hoy conocemos como Tres Marías, Cazuela, Retiro de los Indios y Severá.
En el año 1721, cuando los padres jesuitas fundan la comunidad en el sitio de Macan, impulsando sus acciones apostólicas. Matías Beneditti certificó la fundación 1721, en 18 caballerías con 60 familias aborígenes; fue trasladado en más de tres ocasiones entre los años 1721 y 1740, su último traslado lo realizó el cura jesuita Agustín de Salazar en 1732 con el nombre de San Antonio de Cereté, en 1923, se erige municipio. Su localización a lo largo del río Sinú, le permitió constituirse en centro de mercadeo y acopio, así como, en principal puerto de embarque entre Montería y Lorica, para el comercio con ciudad de Cartagena, que en ese tiempo, representaba el polo de desarrollo más cercano a esta región.
Para el año 1900 la cabecera municipal tenía una estructura urbana muy precaria, aún no contaba con barrios, y solo tenía tres calles, la calle de Las Flores, la calle del Comercio y la calle de San Antonio, las cuales iniciaban desde la margen derecha del Caño Bugre hacia el este. La calle paralela al caño, y que unía la calle del Comercio con la calle de Las Flores, era bastante espaciosa, casi como una pequeña plaza, la cual permitía realizar la actividad portuaria y comercial, también para esa época se estableció otro grupo de pobladores en el sector Wilches, en el Prado y Martínez.
Actualmente, este importante medio de transporte fluvial ha desaparecido, debido a que el Río Sinú cambió su cauce por el brazo de Lara, que cruza a cuatro kilómetros de la cabecera urbana y el Caño Bugre, que cruza por el centro del perímetro urbano, se seca en el periodo de verano por la fuerte colmatación que presenta en el sitio de bifurcación (boca de la Ceiba) con el brazo de Lara. Otro factor que incidió de manera directa fue la construcción de la red vial que intercomunica al municipio, la subregión y el departamento con el territorio nacional.

## Geografía

### Topografía
El Municipio presenta dos tipos de topografía: una completamente plana que se localiza sobre todo el valle del Río Sinú con pendientes que no superan el 3% y, otra al noreste con relieve ligeramente ondulado a quebrado, con pendientes hasta del 50% en donde las principales unidades fisiográficas son abanicos.
La parte media del valle del Río Sinú se localiza a la altura de Cereté inclinándose hacia el oriente debido a la rápida sedimentación del río en relación con las orillas del valle.
Dentro de la planicie fluvio-lacustre existe una serie de terrazas bajas, compuestas generalmente por materiales finos que corresponden a arcillas finas y arenas finas. Estos materiales son poco permeables y facilitan los encharcamientos en épocas de lluvias y agrietamiento en los periodos secos.

#### Relieve
El municipio de Cereté se localiza en el valle medio del Sinú, presenta vertientes de colinas baja en la margen izquierda que no superan los 100 m s. n. m., el resto del territorio es plano perteneciente al valle aluvial con algunos sitios de terrenos bajos y anegadizos (ciénaga de corralito, de Wilches y Gran China), en esta zona es donde el valle del Sinú logra alcanzar hasta los 60 kilómetros.
Los suelos de esta zona bajo criterio pedológico-morfológico se agrupan en suelos de murallas de inundación (Son acumulaciones de arena y limo, dispuestos longitudinalmente a lado y lado de los cursos de ríos y caños, como Sinú y Bugre)  de napas de limos de desbordes y de concavidades.
En lo que respecta a la zona de las estribaciones finales de la Serranía de San Jerónimo, la geología está compuesta por rocas areniscas, arcillolitas y calcáreas, principalmente de origen marino.

#### Suelos
El valle del Sinú es la zona agrícola más importante de la región; forma parte de la planicie fluvio-lacustre, que comprende murallas de inundación, concavidades, valles estrechos y terrazas.
En relación con los factores y procesos que más influyen en la evolución de los suelos, esta el material parental, cuya base compuesta por sedimentos marinos y fluviomarinos, ha dado origen al desarrollo de las características de estos suelos.

### Clima
La posición latitudinal y la ausencia de elevaciones orográficas significativas, colocan a la totalidad del área del municipio, dentro de lo que comúnmente se ha denominado tierras cálidas con diferentes precipitaciones y temperaturas moderadas.
La región en términos generales, presenta características rústicas, debido a la acción de los vientos secos provenientes del noreste, que al llegar al Continente, se llevan consigo la poca humedad atmosférica existente, hasta encontrar barreras donde se depositan las masas de aire. La humedad relativa es del 80.1%, según los datos registrados en la estación Turipaná. La variación es mínima; en marzo ocurre la humedad relativa más baja en el año con 76.2%, mientras que en noviembre se presenta la mayor con 83%.
Los vientos son predominantes en todo el valle medio del río Sinú, con dirección Noreste durante el verano y con dirección sudeste en la época de lluvias. La velocidad máxima se presenta durante el mes de marzo y la mínima durante el mes de diciembre.

#### Precipitaciones
La precipitación media en el área del Municipio es de 1.320 mm/año, distribuida en un régimen monomodal con un período seco de 4 meses (diciembre a marzo) y uno húmedo de 6 meses   (mayo a octubre). Los meses de abril y noviembre son de transición entre las épocas secas y húmedas, con una ocurrencia del 15% de la precipitación anual.  La precipitación máxima anual es de 1646 mm y una precipitación máxima diaria de 137 mm.

#### Temperatura
Los registros de la estación climatológica del INAT ubicada en las instalaciones del Centro de Investigaciones Turipaná de CORPOICA, indican promedios de temperatura por encima de los 26 °C, más exactamente al promediar los registros dan un valor de 29.7 °C.  La temperatura varía muy poco, ya sea durante el día o la noche.  Los valores más altos coinciden con la época de verano e inversamente los más bajos con la época de invierno.  En síntesis, la región tiene condiciones isotérmicas y en promedio la temperatura no varía en más 2 °C de un mes con otro.

### Vegetación (Bosques, Cultivos)
El Municipio de Cereté no cuenta con bosques ni rastrojos de alguna importancia, solo existe una mínima mancha de 3 hectáreas en el sitio conocido como Amansa Guapo a unos tres km del centro poblado Cuero Curtido al lado de la vía que conduce de este al centro poblado Severá.
Los pocos rastrojos que se localizan en el centro poblado Tres Marías no presentan extensiones considerables, como para ser tenidos en cuenta dentro de las unidades de paisaje.
En la localidad de Media Tapa y en el Cedro se han plantado pequeños bosques con la finalidad de ser explotado posteriormente, en ningún otro sitio del Municipio se presenta esta actividad forestal.
En cuanto a bosques protectores, el Río Sinú, (caño Lara), caño Bugre, caño Cotorra, arroyo Trementino, arroyo del Coco, caño Viejo no presentan bosques protectores, casi en su totalidad han sido talados, quedan pequeños reductos no muy significativos.
Los pastos constituyen la mayor área de explotación o uso del suelo en el territorio del Municipio, estos pastos alimentan ganaderías extensivas, en donde han logrado formar un paisaje bajo la influencia antrópica, con una ligera tendencia al monocultivo de pasto con uno u otro árbol aislado. Los pastos más comunes son:  Colosuana (Blotocroa sacaroides), Carimagua (Andropogum gayanus), admirable (Braguiaria matica) y angleton (Andropogon nodosus) además existen otros pastos y forrajes herbáceos naturales como: Bledo Blanco, Hierba Arroz, Verbena.
Gran parte del territorio del Municipio está ocupado por agricultura, en su mayoría comercial, distinguiéndose tres tipos de paisajes, así: la agricultura mecanizada o comercial, la agricultura periurbana o patios productivos, y la agricultura de policultivos rotativos en parcelas. La agricultura comercial está basada en el cultivo de maíz, arroz y algodón. Son tierras mecanizables de topografía plana, algunas de ellas con canales de riego y en su mayoría con drenajes permanentes toda es una agricultura química sustentada en cinco fundamentos.

### Hidrografía

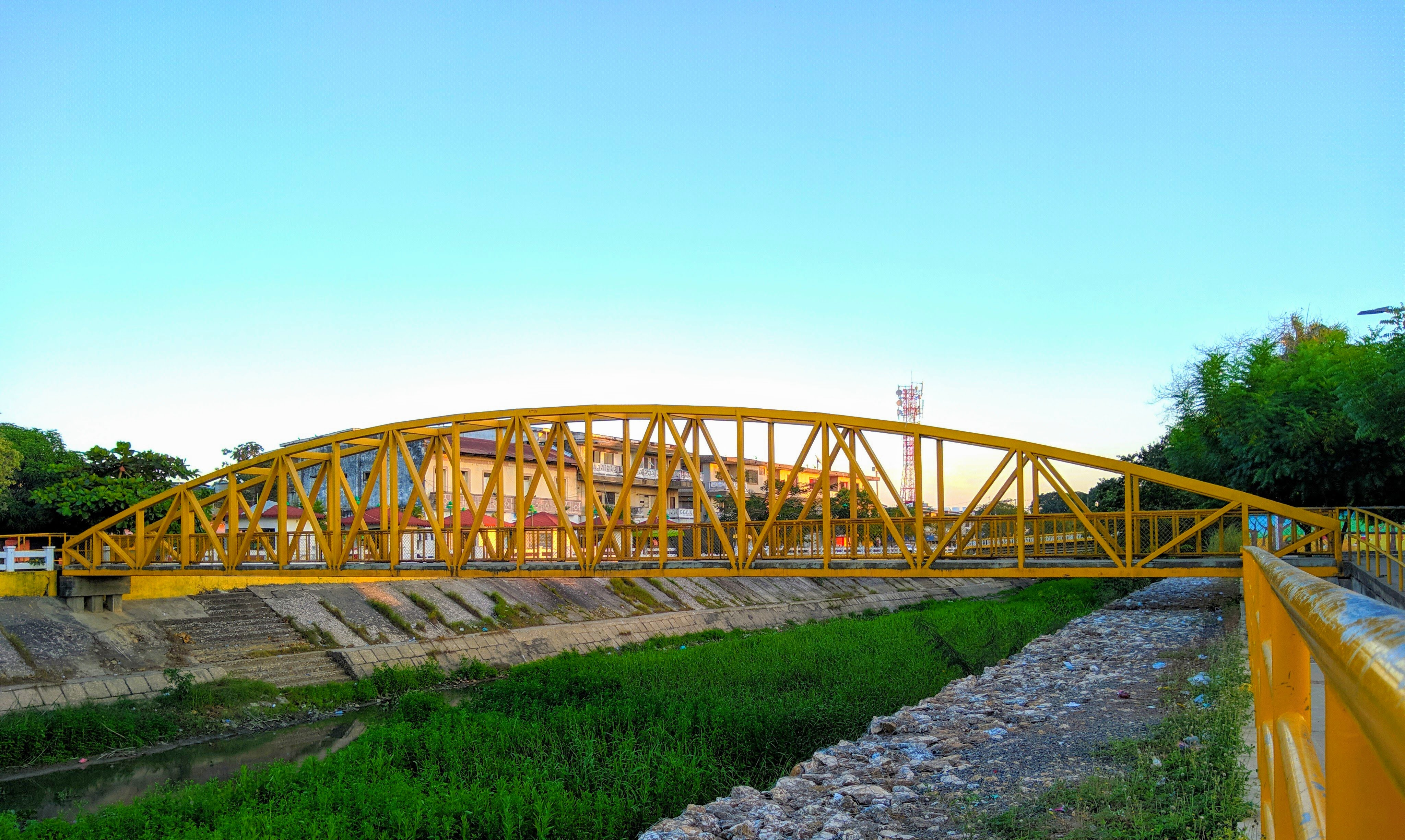
Puente peatonal sobre el Caño Bugre

Se encuentra distribuida en microrregiones de la siguiente forma:
- Microrregión 1: integrada por la cabecera municipal y los centros poblados Martínez, Manguelito, Mateo Gómez, Retiro de los Indios y Rabolargo, está bañada por el Caño Bugre y sus brazos y el Brazo de Lara en su gran mayoría, la Ciénaga de Wilches y una parte de la Ciénaga la Granchina.
- Microrregión 2: pertenece a una zona homogénea bien definida, comprende el centro poblado Severá, en total es alimentada por el brazo de Lara (cauce principal del Río Sinú) la Ciénaga de Corralito, los caños del Vidrial y Caño Viejo y los arroyos Trementino y El Coco.
- Microrregión 3: integrada por los centros poblados Cuero Curtido y Tres Marías. Es la parte de mayor pendientes del Municipio y está atravesada por los arroyos El Coco y Trementino.

Las microcuencas de las quebradas El Coco, Trementino y Caño Viejo, caracterizadas así: La microcuenca de El Coco abarca la zona del centro poblado Tres Marías, recibe aportes de numerosos arroyos pequeños, el suelo, en su mayoría, está dedicado a ganadería extensiva, todo su bosque protector se ha talado, se nota una marcada erosión en sus orillas. El curso del agua en verano se corta quedando solo unas pozas o charcos, la zona de rabiones se seca completamente.
Los ríos, riachuelos, arroyos, canales y quebradas son ecosistemas acuáticos de aguas corrientes o lóticas, asociados comúnmente a lugares de erosión, de transporte y de sedimentación de materiales.
El agua que transportan los ríos está íntimamente ligada al ciclo hidrológico. Del agua que cae en el territorio municipal como lluvia, solo una porción llega hasta los cauces de los ríos. Mucha se evapora directamente de la superficie terrestre y de la vegetación; otra es tomada por las plantas a través de las raíces; y otra parte entra como agua subterránea.
Con corrientes permanentes está el Río Sinú y con corrientes intermitentes, arroyos como El Coco, Trementino, caño Viejo, caño Bugre, caño Cotorra, caño Rabolargo y una serie de pequeños riachuelos que bajan de la parte alta de la margen izquierda del Municipio. Son intermitentes ya que mantienen sus cauces únicamente en el periodo lluvioso, muchos de ellos como caño Viejo, Trementino, caño del Chorrillo, se trozan y se convierten en grandes charcos con comportamiento de ecosistemas lénticos.

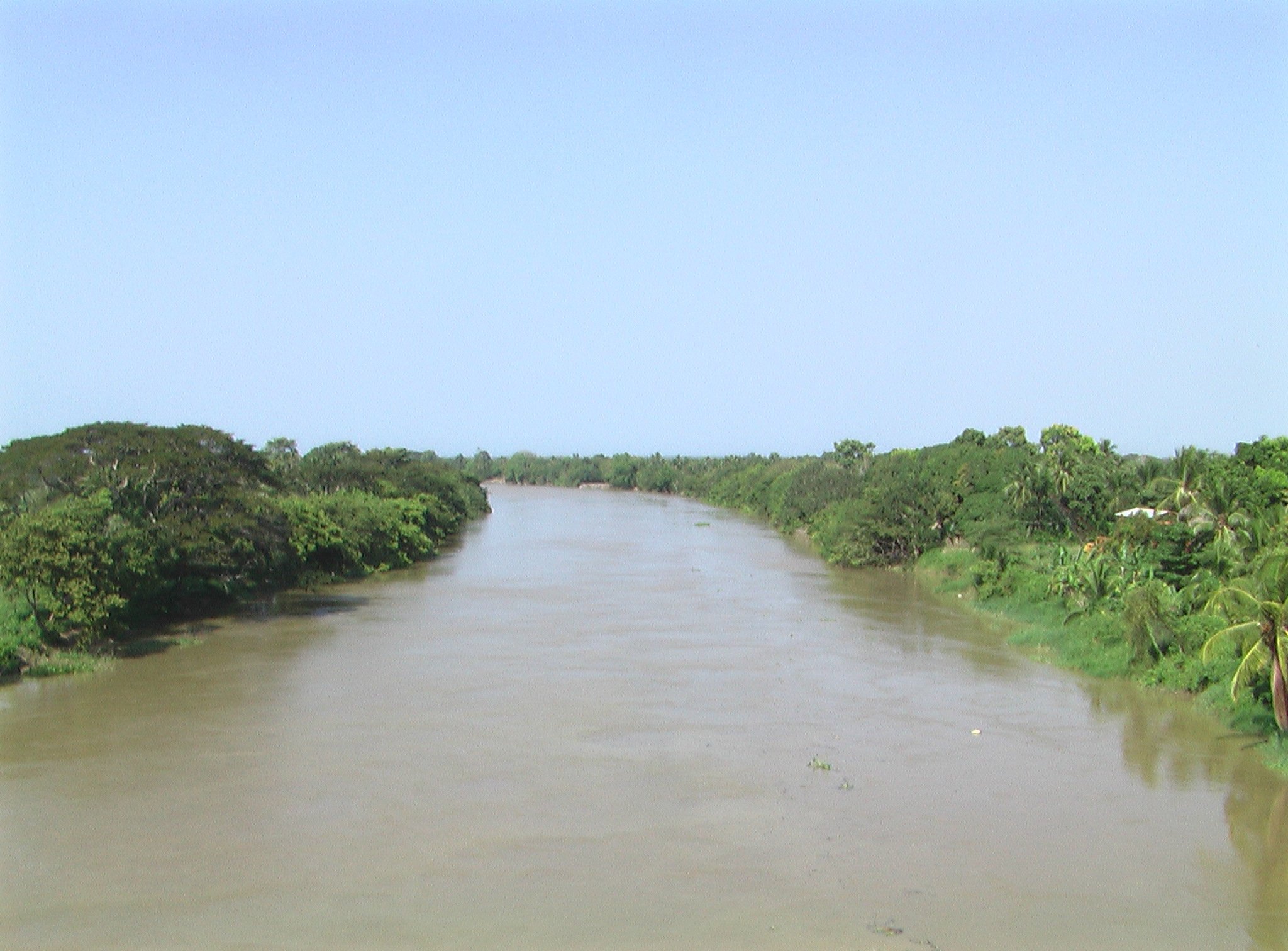
Río Sinú a la altura de Cereté

#### Río Sinú
Cruza al Municipio de Cereté de sur a norte, presenta variaciones de su cauce en el recorrido hacia la desembocadura. El sistema hídrico lótico ligado al Sinú está formado por el Caño Bugre, caño Cotorra y caño Rabo Largo. El Sinú, transporta en sus aguas gran cantidad de sedimentos, siendo múltiples los factores que están contribuyendo al aporte de sedimentos y los tres más importantes son: la tala, la agricultura y la ganadería.

#### Caño Viejo
Es un drenaje natural que presenta una dinámica fluvial activa en invierno y pasiva en verano corre por una tipografía plana, donde recibe tributaciones de numerosos humedales, presentando fenómenos de colmatación de malezas, que obligan a las aguas a tomar nuevas rutas y producir inundaciones, especialmente al centro poblado Severá ese caño interconecta numerosos humedales no todos de Cereté, sino también de los municipios vecinos de Montería y San Pelayo. Se considera que este caño fue parte de un antiguo curso del río Sinú, que se iniciaba en las palomas.

#### Arroyo El Coco
Este arroyo recorre todas las aguas de la parte ondulada de los centros poblados Tres Marías y Cuero Curtido, todos sus aportantes son intermitentes, es decir solo corren en invierno y en épocas de grandes lluvias, todas son meandricas, así como el propio arroyo, sus rondas están totalmente deformadas, hay mucha erosión en sus orillas y arrastra gran cantidad de sedimento con sus crecientes, se nota la pérdida de pozas, donde deben mantenerse la ictiofauna propia del arroyo, de tal manera que se muestra empobrecido en este aspecto.

#### Arroyo Trenentino
Corre paralelo al caño viejo sus aguas son oscuras, sus mayores aportantes son humedales, el suelo recorrido es plano, sus causes también se colmatan de malezas, su bosque protector también fue talado, pero todavía quedan muestras en algunos sitios de árboles que formaban el bosque protector. Es un arroyo que presenta alteraciones por acción de las ganaderías establecidas en la región.

#### Ciénagas y Pantanos
Entre otros cuerpos de agua se encontraban: Campanito, Pozona, Granchina, Corralito, Reparo, Wilches, Ñipe, Charco Pelao, Venados.
Con las políticas adoptadas por el INCORA (INDER) de incorporar o de adecuar tierras para la agricultura, estas ciénagas en su mayoría fueron desecadas. La de mayor área era Corralito, que presentaba hacia 1950 una extensión de 2.500 hectáreas y que una vez construido canales en ella, sobre todo por particulares,  hoy presenta un espejo de agua de 200 hectáreas.
Las ciénagas de Corralito y Wilches son los únicos cuerpos de aguas lénticas que permanecen con agua en el verano y que se han constituido en una zona de refugio para una diversidad de organismos florísticos y faunísticos que antes abundaban por todo el territorio municipal.
La Ciénaga de Corralito es de gran importancia paisajística, ecológica, y sitio de estación de aves migratorias, por la gran cantidad de patos  piscingos y  barraquetes que poblaban la ciénaga a finales de año, algunos provienen del Canadá por el testimonio de los anillos encontrados en patos cazados en esta ciénaga.
Es también importante significar cuerpos de agua como los caños de: El Chorrillo, Caño Viejo y los canales de drenajes del sector de la Pozona, Venados – Campanito, ICA.

## Economía
La economía del Municipio de Cereté, es principalmente agropecuaria. Para un a mejor comprensión de la estructura económica del municipio se describen por sectores así:

### Sector primario

#### Cultivos
- Algodón
- Maíz tecnificado
- Maíz tradicional
- Arroz secano mecanizado
- Arroz secano manual
- Yuca
- Fríjol
- Papaya
- Plátano
- Ñame
- Guayaba agria

El sector primario es el más importante dentro la actividad económica del Municipio en el cual predomina la agricultura siguiéndole en importancia la ganadería.
El Municipio de Cereté tiene aproximadamente una extensión de 27.880 ha, de las cuales están dedicadas a actividades del sector primario 26.736 ha (agricultura 16.010 ha y Ganadería 10.753 ha) que corresponden al 96% del total del área de Municipio, 226 ha el 0.81% están representadas en humedales, el resto del área del Municipio el 3.19% están representadas por usos urbanos.

#### Sector secundario
Este sector tiene una importante representatividad dentro de la estructura económica del Municipio, debido a la existencia de actividad fabril importante, dos empresas secadoras de granos (Coagrocor Ltda., y Seprogra), seis empresas desmotadoras de algodón (Triple C, Coldesmote, La Esmeralda, Corpalcosta, Toledo y la compañía agroindustrial del Sinú S.A CAS),  una empresa pasteurizadora de leche (Proleche), una empresa productora de aceites oleaginoso (Acosinú), una empresa productora de pulpa de frutas y jugos naturales en la actualidad cerrada (Frusinú), dos empresa de fumigación aérea (Aeroagricola del Sinú y SAMA), un taller de rectificación de motores y fundición de metales e incipientes empresas de transformación de la madera y el cuero en talleres locales de ebanistería y talabartería.
En los límites con el Municipio de Ciénaga de Oro sobre la vía que comunica al centro poblado Rabolargo se localizan las empresas Avitec, Nutrilisto y Fibras de Sinú que jurisdiccionalmente se localizan en el Municipio de Ciénaga de Oro, pero todas sus actividades comerciales, financieras y suministro de empleados las realizan con el Municipio de Cereté.

#### Sector terciario
El sector Terciario es el más representativo en la actividad económica del Municipio y a nivel Municipal ocupa el segundo lugar en importancia después del sector Primario. Este sector ha tenido un crecimiento acelerado durante los últimos años y se ha concentrado en la cabecera Municipal, con una fuerte actividad en la comercialización de productos e insumos agrícolas con 12 agremiaciones que ofrecen créditos en insumos a los productores agrícolas de algodón y maíz del Municipio y toda la región del Sinú medio, cinco entidades financieras, seis hoteles de los cuales uno pertenece a la clasificación de cuatro estrellas, doce restaurantes, trece droguerías, cuatro estaciones de servicio, tres almacenes distribuidores de motocicletas, cuatro almacenes distribuidores de bicicletas, una plaza de mercado “Cereabastos” con un gran volumen de comercialización mayorista y minorista, una serie de almacenes (de calzados, telas, materiales eléctricos, materiales para la construcción, electrodomésticos, utensilios varios para el hogar, cuatro supermercados, cuatro caja de cambio, un importante número de tiendas minoristas, estaderos, cantinas y billares.
De igual forma brinda servicios especializados en Salud, (Hospital regional segundo nivel) Educación (cobertura del 100% en básica primaria y secundaria, además carreras tecnológicas y superior, etc), cabecera de circuito judicial y de fiscalía, además es seccional de superintendencia de notariado y registro.
Esta gran movilidad de bienes y servicios que presenta la cabecera municipal se debe entre otras cosas a la estratégica ubicación geográfica y al desarrollo agroindustrial con dos importantes cosechas anuales; una de maíz y otra de algodón, que movilizan grandes volúmenes de semillas, agroinsumos, empaques, combustibles, aceites y una alta movilización de la producción de maíz en concha, algodón–semilla y algodón–fibra hacia los mercados regionales y nacionales, además genera un importante volumen de empleo en mano de obra no calificada.
En el sector rural la actividad económica corresponde casi en su totalidad al sector primario agricultura y ganadería, le sigue en importancia el tercer sector con algunas actividades de comercio al nivel de pequeñas tiendas, billares y cantinas, droguerías, panaderías y servicios públicos.
En general, el Municipio de Cereté, se identifica como centro de desarrollo con marcada independencia, adquiriendo jerarquía frente a su área de influencia.
De acuerdo a la relación de intercambios comerciales y de servicios se muestra en el Municipio la existencia de cuatro polos importantes de atracción, en los que se desarrolla la mayoría de las funciones del Municipio, estos son: Ciénaga de Oro, San Carlos, Chimá y San Pelayo.

## Cultura
Cereté como municipio de la región Caribe recoge gran número de expresiones culturales que identifican al Costeño Colombiano; desde su manera particular de expresarse, la informalidad en el trato y espontánea manera de ser, se convierten en una riqueza casi pictórica del Cereteano.
Este Municipio acumula muchas expresiones estéticas, aptitudes y formas de vida que testimonian el imaginario creativo de generaciones pasadas y presentes desde el cual se construyen ideas y proponen prospectivas futuras.

Las evidencias de esta potencialidad están representadas en los bienes patrimoniales que se manifiestan desde el exterior de la misma sociedad en el conjunto de obras: mitos, leyendas, tradiciones y costumbres, producción artística y artesanal y desde el interior o sea por el sentido que expresan los miembros de esta colectividad que se reconoce en su cultura.
Más allá de la manifestación tangible está el sentimiento de orgullo que produce a los cereteanos el que la ciudad fuera reconocida a principios del siglo XX como “Cerebro del Sinú”. Que ostente en el tiempo de denominaciones tales como “La Ciudad Blanca”, “La Capital del Oro Blanco” y “Ciudad Agroindustrial del Departamento”. Igualmente produce motivo de orgullo a los cereteanos el reconocimiento por el cual comienza a posicionarse como Ciudad Cultural y Municipio Caminante en Educación.
De igual forma el Municipio es poseedor de un potencial creador importante dentro de las distintas expresiones del arte, destacándose de manera particular en la música popular, en los niveles de composición e interpretación, logrando el establecimiento de 17 bandas de música, alrededor de 10 grupos de gaitas y otras agrupaciones musicales entre las que se encuentran grupos vallenatos y géneros modernos (rock, pop, baladas, alternativas, etc.).
Cuenta con agrupaciones de danza, que han convertido la recuperación de los bailes tradicionales en uno de sus principales objetivos. Así mismo incursionan en la representación coreográfica de la danza-teatro.
La literatura ha logrado el reconocimiento nacional en los nombres del poeta Raúl Gómez Jattin y el narrador Leopoldo Berdella de la Espriella, sin desconocer el potencial de creación literaria presente en un buen número de hombres y mujeres. A ese potencial se agrega la oralidad, la plástica, el teatro, la artesanía, las fiestas de regocijo popular y celebraciones religiosas en la zona urbana y rural.
La casa de la cultura
representa un proceso cultural avanzado en su institucionalización y gestión de acciones de desarrollo cultural al que hace necesario fortalecer y acompañar.
El patrimonio arquitectónico lo constituyen las viviendas de arquitectura tradicional vernáculas cuyas características más notorias son paredes en madera o mampostería, techos de paja o zinc, ventanas de grandes proporciones colocadas a lado y lado del acceso o puerta principal y las viviendas o edificaciones que evidencian la arquitectura de una época republicana de principios del siglo XX. Confirman esta pertenencia el inventario arquitectónico elaborado en 1997 y del cual se puede disponer. La realización de festivales en la zona urbana (Festival de la Cumbiamba) y en la rural (Festival y Reinado del Campesino en Rabolargo, Festival del Bollo Dulce en Martínez, Festival de la Mazamorra en Cazuela, Festival de las Frutas en El Retiro de los Indios, Festival de la Berenjena en La Coroza), fandangos, corraleja, fiesta patronales, ferias artesanales y semanas culturales de escuelas y colegios, eventos a través de los cuales se divulga de manera permanente las expresiones más auténticas, convocando a un número importante de la población propia y foránea, se convierten en fortaleza significativa para la cultura.
El Encuentro de Mujeres Poetas, evento que viene cumpliéndose desde 1993 y convoca las más destacadas poetisas nacionales e internacionales, ha logrado estimular la sensibilización por lo poético y lo artístico en hombres y mujeres de todas las edades, e igualmente cumpliendo con los objetivos de valoración y difusión de la creación poética femenina, propicia el reconocimiento de lo cultural entre propios y extraños.
Los elementos más representativos de lo que puede significar una identidad determinada, son cambiantes dinámicos, alimentados y mediatizados por aspectos endógenos y exógenos.
El sentido de pertenencia por la tierra o el orgullo de ser cereteanos no dista en grandes dimensiones con la identidad del sinuano o de la mujer y del hombre del Caribe Colombiano.  Los elementos que conforman esa identidad cereteana está señalados en: Pluriculturalidad y diversidad cultural representada en la presencia del cabildos indígenas con el mestizaje producto de la trietnia, la presencia de la cultura sirio-libanés.

## Estructura organizacional municipal
| Cereté       | Cereté      | Cereté                     |
| Departamento | Código DANE | Categoría municipal (2023) |
| ------------ | ----------- | -------------------------- |
| Córdoba      | 23162       | Quinta                     |

- Personería: Es un centro del Ministerio Público de Colombia que ejerce, vigila y hace control sobre la gestión de las alcaldías y entes descentralizados; velan por la promoción y protección de los derechos humanos; vigilan el debido proceso, la conservación del medio ambiente, el patrimonio público y la prestación eficiente de los servicios públicos, garantizando a la ciudadanía la defensa de sus derechos e intereses.

- Concejo Municipal: Es la suprema autoridad política del municipio. En materia administrativa sus atribuciones son de carácter normativo. También le corresponde vigilar y hacer control político a la administración municipal. Se regulan por los reglamentos internos de la corporación en el marco de la Constitución Política Colombiana (artículo 313) y las leyes, en especial la Ley 136 de 1994 y la Ley 1551 de 2012.

Constituido por 15 concejales por un periodo de 4 años.
- Alcaldía Municipal: En esta se encuentra la administración municipal y las entidades descentralizadas del municipio.

El alcalde se pronuncia mediante decretos y se desempeña como representante legal, judicial y extrajudicial del municipio. El alcalde municipal es Said Bitar Castilla (2024-2027).
- JAL.

## Servicios públicos
- Energía Eléctrica: Afinia, del grupo EPM, es la empresa prestadora del servicio de energía eléctrica.
- Gas Natural: Surtigas es la empresa distribuidora y comercializadora de gas natural en el municipio.